# Torneo Godó 2006 - Qualificazioni singolare
Le qualificazioni del singolare  del Torneo Godó 2006 sono state un torneo di tennis preliminare per accedere alla fase finale della manifestazione. I vincitori dell'ultimo turno sono entrati di diritto nel tabellone principale. In caso di ritiro di uno o più giocatori aventi diritto a questi sono subentrati i lucky loser, ossia i giocatori che hanno perso nell'ultimo turno ma che avevano una classifica più alta rispetto agli altri partecipanti che avevano comunque perso nel turno finale.
Le qualificazioni del torneo Torneo Godó  2006 prevedevano 28 partecipanti di cui 7 sono entrati nel tabellone principale.

## Teste di serie
1. Iván Navarro (Qualificato)
2. Evgenij Korolëv (Qualificato)
3. Álex Calatrava (Qualificato)
4. Stefano Galvani (Qualificato)
5. Daniel Gimeno Traver (Qualificato)
6. Santiago Ventura (primo turno)
7. Konstantinos Economidis (ultimo turno)

1. Didac Perez-Minarro (primo turno)
2. Ivo Klec (Qualificato)
3. Andrea Stoppini (Qualificato)
4. Jose-Antonio Sanchez-De Luna (primo turno)
5. Simone Vagnozzi (ultimo turno)
6. Héctor Ruiz Cadenas (ultimo turno)
7. David Marrero (primo turno)

## Qualificati
1. Iván Navarro
2. Evgenij Korolëv
3. Álex Calatrava
4. Stefano Galvani

1. Daniel Gimeno Traver
2. Ivo Klec
3. Andrea Stoppini

## Tabellone

### Legenda
| - Q = Qualificato - WC = Wild card - LL = Lucky loser | - ALT = Alternate - SE = Special Exempt - PR = Protected Ranking | - w/o = Walkover - r = Ritirato - d = Squalificato |

### Sezione 1
|  | Primo turno | Primo turno          | Primo turno         | Primo turno | Primo turno |  |  | Ultimo turno | Ultimo turno        | Ultimo turno        | Ultimo turno | Ultimo turno |  |
|  |             |                      |                     |             |             |  |  |              |                     |                     |              |              |  |
|  | 1           | Iván Navarro         | 4                   | 6           | 6           |  |  |              |                     |                     |              |              |  |
|  |             | Albert Ramos Viñolas | 6                   | 4           | 0           |  |  | 1            | Iván Navarro        | Iván Navarro        | 7            | 6            |  |
|  | 13          | Héctor Ruiz Cadenas  | Héctor Ruiz Cadenas | 7           | 6           |  |  | 13           | Héctor Ruiz Cadenas | Héctor Ruiz Cadenas | 5            | 3            |  |
|  |             | Nicolás Todero       | Nicolás Todero      | 5           | 1           |  |  |              |                     |                     |              |              |  |

### Sezione 2
|  | Primo turno | Primo turno            | Primo turno            | Primo turno | Primo turno |  |  | Ultimo turno | Ultimo turno    | Ultimo turno | Ultimo turno | Ultimo turno |  |
|  |             |                        |                        |             |             |  |  |              |                 |              |              |              |  |
|  | 2           | Evgenij Korolëv        | Evgenij Korolëv        | 6           | 6           |  |  |              |                 |              |              |              |  |
|  |             | Ignacio Coll-Riudavets | Ignacio Coll-Riudavets | 3           | 3           |  |  | 2            | Evgenij Korolëv | 4            | 6            | 6            |  |
|  |             | David Marrero          | David Marrero          | 7           | 6           |  |  |              | David Marrero   | 6            | 4            | 2            |  |
|  | 14          | Jurij Ščukin           | Jurij Ščukin           | 63          | 3           |  |  |              |                 |              |              |              |  |

### Sezione 3
|  | Primo turno | Primo turno     | Primo turno     | Primo turno | Primo turno |  |  | Ultimo turno | Ultimo turno    | Ultimo turno    | Ultimo turno | Ultimo turno |  |
|  |             |                 |                 |             |             |  |  |              |                 |                 |              |              |  |
|  | 3           | Álex Calatrava  | 3               | 6           | 6           |  |  |              |                 |                 |              |              |  |
|  |             | Xin-Yuan Yu     | 6               | 0           | 3           |  |  | 3            | Álex Calatrava  | Álex Calatrava  | 6            | 6            |  |
|  | 12          | Simone Vagnozzi | Simone Vagnozzi | 6           | 6           |  |  | 12           | Simone Vagnozzi | Simone Vagnozzi | 2            | 1            |  |
|  |             | James Auckland  | James Auckland  | 4           | 4           |  |  |              |                 |                 |              |              |  |

### Sezione 4
|  | Primo turno | Primo turno         | Primo turno | Primo turno | Primo turno |  |  | Ultimo turno | Ultimo turno        | Ultimo turno        | Ultimo turno | Ultimo turno |  |
|  |             |                     |             |             |             |  |  |              |                     |                     |              |              |  |
|  | 4           | Stefano Galvani     | 4           | 6           | 6           |  |  |              |                     |                     |              |              |  |
|  |             | Marco Pedrini       | 6           | 3           | 3           |  |  | 4            | Stefano Galvani     | Stefano Galvani     | 6            | 6            |  |
|  |             | Didac Perez-Minarro | 6           | 3           | 6           |  |  |              | Didac Perez-Minarro | Didac Perez-Minarro | 2            | 2            |  |
|  | 8           | Michael Lammer      | 4           | 6           | 2           |  |  |              |                     |                     |              |              |  |

### Sezione 5
|  | Primo turno | Primo turno                  | Primo turno                  | Primo turno | Primo turno |  |  | Ultimo turno | Ultimo turno                 | Ultimo turno                 | Ultimo turno | Ultimo turno |  |
|  |             |                              |                              |             |             |  |  |              |                              |                              |              |              |  |
|  | 5           | Daniel Gimeno Traver         | 7                            | 4           | 6           |  |  |              |                              |                              |              |              |  |
|  |             | Javier Genaro-Martinez       | 5                            | 6           | 1           |  |  | 5            | Daniel Gimeno Traver         | Daniel Gimeno Traver         | 6            | 6            |  |
|  |             | Jose-Antonio Sanchez-De Luna | Jose-Antonio Sanchez-De Luna | 7           | 7           |  |  |              | Jose-Antonio Sanchez-De Luna | Jose-Antonio Sanchez-De Luna | 2            | 2            |  |
|  | 11          | Marc López                   | Marc López                   | 65          | 612         |  |  |              |                              |                              |              |              |  |

### Sezione 6
|  | Primo turno | Primo turno               | Primo turno               | Primo turno | Primo turno |  |  | Ultimo turno | Ultimo turno  | Ultimo turno  | Ultimo turno | Ultimo turno |  |
|  |             |                           |                           |             |             |  |  |              |               |               |              |              |  |
|  |             | Rameez Junaid             | 4                         | 6           | 6           |  |  |              |               |               |              |              |  |
|  | 6           | Santiago Ventura          | 6                         | 3           | 1           |  |  |              | Rameez Junaid | Rameez Junaid | 63           | 1            |  |
|  | 9           | Ivo Klec                  | Ivo Klec                  | 7           | 6           |  |  | 9            | Ivo Klec      | Ivo Klec      | 7            | 6            |  |
|  |             | Gueorgui Roumenov-Payakov | Gueorgui Roumenov-Payakov | 5           | 0           |  |  |              |               |               |              |              |  |

### Sezione 7
|  | Primo turno | Primo turno             | Primo turno             | Primo turno | Primo turno |  |  | Ultimo turno | Ultimo turno            | Ultimo turno            | Ultimo turno | Ultimo turno |  |
|  |             |                         |                         |             |             |  |  |              |                         |                         |              |              |  |
|  | 7           | Konstantinos Economidis | Konstantinos Economidis | 6           | 6           |  |  |              |                         |                         |              |              |  |
|  |             | Carlos Poch-Gradin      | Carlos Poch-Gradin      | 4           | 2           |  |  | 7            | Konstantinos Economidis | Konstantinos Economidis | 3            | 3            |  |
|  | 10          | Andrea Stoppini         | Andrea Stoppini         | 6           | 6           |  |  | 10           | Andrea Stoppini         | Andrea Stoppini         | 6            | 6            |  |
|  |             | Borja Martinez-Lejarza  | Borja Martinez-Lejarza  | 4           | 1           |  |  |              |                         |                         |              |              |  |